# Verenigde Democratische Krachten (Wit-Rusland)
De Verenigde Democratische Krachten (Wit-Russisch: Аб'яднаныя дэмакратычныя сілы Беларусі, Russisch: Объединённые демократические силы) is een politieke federatie in Wit-Rusland. Voorheen werd zij de Volkscoalitie 5 Plus (Wit-Russisch: Народнай кааліцыі «5+») genoemd. De Verenigde Democratische Krachten bestaat uit vijf politieke partijen die oppositie voeren tegen het bewind van Aleksandr Loekasjenko.
Bij de parlementsverkiezingen van 2004 won de federatie geen zetels. Volgens OVSE missie waren de verkiezingen niet eerlijk verlopen. Bij de presidentsverkiezingen van 2006 was Aljaksandr Milinkevitsj presidentskandidaat voor de federatie. Hij behaalde volgens de officiële cijfers 6,0% van de stemmen

## De partijen die deel uitmaakten van de Volkscoalitie 5 Plus
- Wit-Russische Arbeiderspartij
- Wit-Russisch Volksfront
- Wit-Russische Sociaaldemocratische Partij (Assemblée)
- Wit-Russische Verenigd Links Partij
- Verenigde Burgerpartij van Wit-Rusland